# M5实业公司

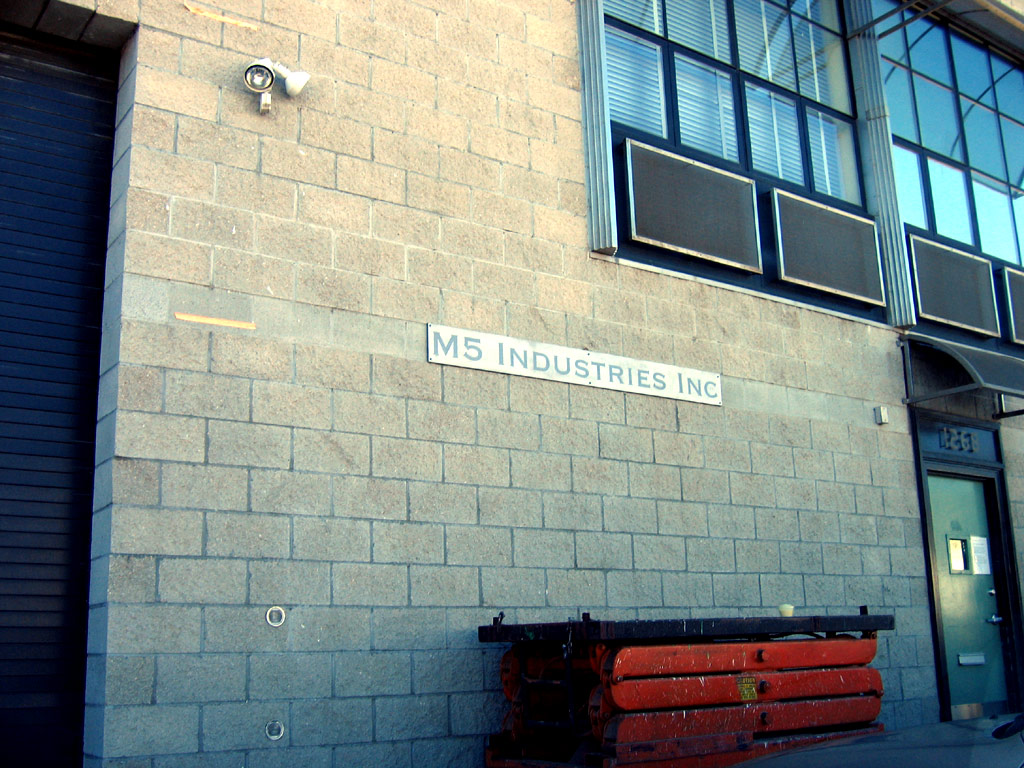
坐落在加利福尼亚州旧金山的M5专业公司

M5实业公司（M5 Industries Inc.）是一家坐落在加利福尼亚州旧金山的一家公司，它曾经为许多商业广告和《飞天巨桃历险记》（James and the Giant Peach）、《圣诞夜惊魂》（The Nightmare Before Christmas）等电影制作特效工具、停格动画以及动画木偶。他们的事业还扩展到样板原型的研制和各种展览项目的开发。
M5实业公司为许多商业广告制造了特效，其中有向人群发射汽水罐的七喜机器和为Nike制造的遥控鞋。公司最早的作品得追述到1983年的电影《太空英雄》（The Right Stuff）。
M5的网站上的一则声明 （页面存档备份，存于）称，公司不再给影视制作特效了。他们的设备几乎都被用来制作《流言终结者》（MythBusters）节目了。但公司仍然给其他公司进行研究开发工作。
该公司的创办者是杰米·海纳曼（Jamie Hyneman），他在探索频道和亚当·萨维奇（Adam Savage）一起主持《流言终结者》。《流言终结者》制作组中的许多人起初就是M5的雇员，凯莉·拜伦（Kari Byron）就是其中之一。起初该节目都是在M5的店面裡录制的，但是后来由于场地大小所限，部分工作和《流言终结者》的录制就被移到离M5店面500码远的另一个区域M7来进行了。
M5这个名字实际上是个用词错误。公司原想以007电影里给詹姆士·邦德提供小道具的Q先生来命名的（结果却因着英国安全部门MI6而被命名为M5）。

## 区域组成
M5是由一个主工作室，一些专业工作室（如木工室，机器室） 办公区域以及设计室组成。

## 脚注
1. ↑  http://entertainment.howstuffworks.com/mythbusters3.htm （页面存档备份，存于） "MythBusters" Shop: M5 Industries, HowStuffWorks
2. ↑  A day with the 'MythBusters' （页面存档备份，存于） Retrieved March 7, 2008
3. ↑  Jamie Hyneman Answers Fan Questions （页面存档备份，存于） Published April 22, 2007. Retrieved March 7, 2008
4. ↑  "Transcript of Jamie and Adam's Nov. 10, 2004, Online Chat," pg. 5 （页面存档备份，存于） Retrieved October 11, 2006.